# Thomas Häberle
Thomas Häberle (* 15. Mai 1956 in Stuttgart) ist ein deutscher Filmproduzent und Filmrechtehändler.

## Wirken
Nach dem Betriebswirtschaftslehre-Studium arbeitete Thomas Häberle zunächst in der Werbefilmproduktion, bevor er gemeinsam mit Michael Kölmel 1987 die Kinowelt Filmverleih gründete, wo er bis 1996 geschäftsführender Gesellschafter war, später auch geschäftsführender Partner der Kinowelt Filmproduktion. 
1995 erhielt Häberle als Geschäftsführer der Kinowelt die Auszeichnung des deutschen Innenministers für herausragende Leistungen im Bereich Filmverleih. 
Häberle brachte zahlreiche Filmwerke namhafter Regisseure in die deutschen Kinos, darunter Namen wie Pedro Almodóvar, Jean-Luc Godard, Wim Wenders, Zhang Yimou, Wong Kar-Wai, Ang Lee, David Mamet, Woody Allen, Anthony Minghella oder Quentin Tarantino. 1994 war Häberle Gründungsmitglied der Firma Arthaus Filmvertrieb, die zu dieser Zeit Pionierarbeit auf dem Gebiet des anspruchsvollen Films für den Videomarkt in Deutschland leistete.
Thomas Häberle verließ 1996 Kinowelt und gründete im selben Jahr mit Christian Becker als Partner die „Indigo Filmproduktion“ in München sowie die Produktionsfirma „Becker & Häberle Filmproduktion“ in Krefeld. Aus dieser Zusammenarbeit entstanden Filme wie Bang Boom Bang und Das Jesus Video.
Im Jahr 2000 brachte Häberle die beiden Unternehmen unter dem Dach der Firma FAME / Film & Music Entertainment AG an die Börse, wo er als Vorstand für den gesamten Bereich Filmproduktion verantwortlich war.
2003 gründete Thomas Häberle die Produktionsfirma „Shotgun Pictures“ in München, wo er bis 2008 auch die Geschäftsführung innehatte. Shotgun hat mehrere internationale Kinofilme produziert und war ebenso als Co-Produzent tätig bei Filmen wie u. a. Open Water2, Princess, Suely in the Sky.
Neben seiner Produzententätigkeit war Thomas Häberle bis 2013 Geschäftsführer der Firma „Pierrot LeFou Filmvertriebsgesellschaft“ in München, mit Konzentration auf den Vertrieb und die DVD Vermarktung von intl. Film Klassikern.

## Sonstiges
Seit 2000 ist Häberle Mitglied der Europäischen Filmakademie und seit 2003 Mitglied der Deutschen Filmakademie.
2012 begann Thomas Häberle mit der Erschließung eines neuen Geschäftsbereichs, die die Gründung der Boulangerie Dompierre GmbH zur Produktion und zum Verkauf französischer Backwaren.

## Filmografie
- 1997: Harald – Der Chaot aus dem Weltall
- 1999: Bang Boom Bang – Ein todsicheres Ding
- 1999: Südsee, eigene Insel
- 1999: Biikenbrennen – Der Fluch des Meeres
- 2000: Das Pantom
- 2000: Du lebst noch 7 Tage (Seven Days to Live)
- 2000: Josephine
- 2000: Kanak Attack
- 2001: Nebenwirkungen
- 2001: Ratten – sie werden dich kriegen!
- 2001: Was nicht passt, wird passend gemacht
- 2006: Suely im Himmel (O Céu de Suely)
- 2006: Open Water 2 (Open Water 2: Adrift)
- 2010: Voodoo – Die Kraft des Heilens